# Trofeo Menci Spa
Le Trofeo Menci Spa  est une course cycliste italienne disputée au mois de mai autour de Castiglion Fiorentino, en Toscane. Elle est organisée par le GS Fortebraccio. 
Cette épreuve fait partie du calendrier national de la Fédération cycliste italienne.

## Palmarès depuis 2005
| Année                                 | Vainqueur             | Deuxième            | Troisième           |
| Trofeo Menci                          | Trofeo Menci          | Trofeo Menci        | Trofeo Menci        |
| ------------------------------------- | --------------------- | ------------------- | ------------------- |
| 2005                                  | Andrea Sanvido        | Vitaliy Kondrut     | Hubert Krys         |
| Coppa Comune di Castiglion Fiorentino |                       |                     |                     |
| 2006                                  | Eugenio Loria         | Giuseppe Di Salvo   | Daniele Marziani    |
| 2007                                  | Oleksandr Surutkovych | Vittorio Scafuro    | Alexey Esin         |
| 2008                                  | Fabrizio Lucciola     | Antonio Di Battista | Fabio Taborre       |
| 2009                                  | Matteo Fedi           | Fabrizio Lucciola   | Matteo D'Ambrosio   |
| 2010                                  | Alexander Serebryakov | Enrico Mantovani    | Winner Anacona      |
| 2011                                  | Marco Prodigioso      | Paweł Poljański     | Rafael Andriato     |
| 2012                                  | Luca Wackermann       | Alessandro Mazzi    | Alessio Casini      |
| Trofeo Menci Spa                      |                       |                     |                     |
| 2013                                  | Daniele Dall'Oste     | Davide Formolo      | Michele Scartezzini |
| 2014                                  | Alex Turrin           | Sebastian Stamegna  | Marco Bernardinetti |
| 2015                                  | Fabio Tommassini      | Riccardo Bolzan     | Marco Bernardinetti |
| 2016                                  | Emanuele Onesti       | Alessio Brugna      | Alfonso Piselli     |
| 2017                                  | Mirco Sartori         | Gianluca Milani     | Michael Bresciani   |
| 2018                                  | Simone Piccolo        | Mirco Sartori       | Lorenzo Friscia     |
| 2019                                  | Gabriele Benedetti    | Luigi Pietrini      | Andrea Colnaghi     |
| 2020                                  | pas de course         | pas de course       | pas de course       |
| 2021                                  | Francesco Romano      | Simone Piccolo      | Lorenzo Quartucci   |
| 2022                                  | Manlio Moro           | Davide De Pretto    | Travis Stedman      |